# Polycera quadrilineata
Polycera quadrilineata är en snäckart som beskrevs av Müller 1776. Polycera quadrilineata ingår i släktet Polycera och familjen Polyceridae. Arten är reproducerande i Sverige. Inga underarter finns listade i Catalogue of Life.